# Linea M2 (metropolitana di Bucarest)
La linea M2 è una delle cinque linee della metropolitana di Bucarest. La linea attraversa la città da nord a sud attraversando anche il centro cittadino, partendo dalla stazione di Pipera fino a Tudor Arghezi.

## Storia
La linea fu costruita negli anni '80, quando il movimento industriale in Romania era in pieno sviluppo. Una linea metropolitana nord-sud era cruciale, visto che altri metodi di trasporto pubblico erano molto affollati e le auto erano ancora molto rare. Pertanto, la costruzione di questa linea era prioritaria rispetto ad altre come la M4, che è stata completata di recente. La linea portò alla rimozione delle linee di filobus che collegavano Berceni a Băneasa nel 1987, che esisteva dal 1962, essendo state rese obsolete dall'apertura della metropolitana (secondo i pianificatori della città all'epoca).
La linea è stata aperta in due periodi:
1. Berceni - Piata Unirii il 24 gennaio 1986
2. Piata Unirii - Pipera il 25 ottobre 1987

Una stazione unica nella sua struttura della metropolitana di Bucarest è Piata Romana, che non era nel piano iniziale. Fu costruita dopo che il resto della linea fu aperta nel 1987 e questo può essere notato facilmente; le piattaforme sono molto strette e i pilastri sono enormi. La stazione è stata aperta il 28 novembre 1988.
Allo stato attuale, la linea è attualmente sovraccarica a causa dell'enorme quantità di pendolari che la utilizzano, anche a causa del divario lasciato dalla rimozione delle linee di filobus. A parte questo, l'infrastruttura di linea ha raggiunto il massimo utilizzo di età ed è soggetta a vari incidenti. Il 30 maggio 2019 Metrorex ha annunciato che la linea sarà sottoposta a lavori di ristrutturazione per un periodo di 48 mesi, sebbene una data di inizio dei lavori non sia ancora stata annunciata.
Nel 2021 è iniziata la costruzione del prolungamento dal capolinea attuale verso la nuova stazione Tudor Arghezi in corrispondenza della tangenziale utilizzando lo spazio offerto di un binario di servizio già presente. Il 15 novembre 2023 la nuova stazione è entrata in funzione.

## Materiale rotabile
La linea M2 utilizza nuovi treni CAF. I treni CAF sono stati acquistati nel 2014 in modo che i treni Movia potessero funzionare sulle M1 e M3, sostituendo i vecchi treni Astra IVA che sono stati spostati sulla nuova linea M4.

## Cambiamenti di nomi
| Stazione         | Nome precedente | Anni      |
| ---------------- | --------------- | --------- |
| Eroii Revoluţiei | Pieptănari      | 1986–1989 |
| Dimitrie Leonida | IMGB            | 1987–2009 |
| Berceni          | Depoul IMGB     | 1987–2009 |